# George Barrington
George Barrington, né le 14 mai 1755 à Maynooth et mort le 27 décembre 1804 à Parramatta, est un délinquant et écrivain britannique d'origine irlandaise, qui fit partie des pionniers en Australie.

## Biographie
À la fois homme du monde et voleur, il commet, notamment en tant que pickpocket multirécidiviste, divers forfaits lui valant en Angleterre plusieurs condamnations, et une certaine notoriété dans la presse britannique de l'époque. Au théâtre de Covent Garden, il est surpris alors qu'il tente de voler un aristocrate russe, le prince Orlov. Il échappe à la prison car le prince Orlov s'abstient de porter plainte, mais est à nouveau arrêté à la suite d'un nouveau vol, et condamné à trois ans de travaux forcés. Récidivant après sa sortie de prison, il est expulsé vers Dublin, mais revient ensuite en Angleterre où il reprend ses habitudes de délinquant. En 1790, après une nouvelle arrestation, il est condamné à sept ans de déportation en Australie. Il refait sa vie en Nouvelle-Galles du Sud où il obtient une grâce au bout de deux ans, occupant même des fonctions d'officier de justice à Parramatta. Il passe à la postérité en tant qu'écrivain, grâce à un livre de souvenirs où il raconte sa vie aventureuse et son installation en Australie, et à une histoire de la colonisation de la Nouvelle-Galles du Sud.

## Œuvres
- A Voyage to New South Wales, Londres, 1795 et 1801, deux volumes (vol. 1 : A Voyage to Botany Bay).
- The History of New South Wales, Londres, 1802 et 1810.

## Référence
- (en) Cet article est partiellement ou en totalité issu de l’article de Wikipédia en anglais intitulé « George Barrington » (voir la liste des auteurs).

Le livre The prince of pickpockets : a study of George Barrington, de Richard Stanton Lambert, est montré dans le film Pickpocket de Robert Bresson.